# Callisia multiflora
Callisia multiflora là một loài thực vật có hoa trong họ Commelinaceae. Loài này được (M.Martens & Galeotti) Standl. mô tả khoa học đầu tiên năm 1925.